# Національна система інновацій
Термін «національна інноваційна система» з'явився відносно недавно. Вперше він був використаний у 1987 р. К. Фріманом у його дослідженні технологічної політики в Японії. Також в якості перших матеріалів, присвячених інноваційним системам, називаються книга «Національна система інновацій» під редакцією Б. Лундвалла, що вийшла в 1992 р., і колективна монографія 1988 р. «Технічний прогрес і економічна теорія».
Націона́льна систе́ма іннова́цій (англ. National innovation system) —
- інтерактивна мережа установ державного і приватного сектора, що створюють, адаптують, імпортують, модифікують і поширюють нові технології;
- інфраструктура, що стимулює технологічний розвиток компаній, що роблять ставку на знання й інновації;
- організація на національному рівні управління і використання технологій для впровадження інновацій і колективного навчання;
- система, що стимулює розвиток інновацій шляхом використання технологій.